# 埃克森巴赫
埃克森巴赫是奥地利下奥地利州茨韦特尔县的一个市镇。总面积23.13平方公里，总人口1193人，人口密度51.6人/平方公里（2012年）。